# Мусси, Камилло
Ками́лло Му́сси (итал. Camillo Mussi, 18 ноября 1911, Милан — 17 августа 1940, Сиди-Баррани, Матрух) — итальянский хоккеист, левый и центральный нападающий. Участник зимних Олимпийских игр 1936 года.

## Биография
Камилло Мусси родился 18 ноября 1911 года в итальянском городе Милан.
Играл в хоккей с шайбой за «Милан» (1928—1935), «Милан-2» (1933—1934), миланские АДГ (1935—1937), АМДГ (1937—1938) и «Дьяволи Россонери» (1938—1939). Шесть раз становился чемпионом Италии (1930—1931, 1933—1934, 1937—1938). Два раза участвовал в Кубке Шпенглера (1929—1930).
В составе сборной Италии четырежды участвовал в чемпионатах мира (1930, 1933—1935). В 1930 году остался в запасе, в 1933 году провёл 4 матча и забросил 1 шайбу в ворота сборной Чехословакии, в 1934 году провёл 5 матчей и забросил 2 шайбы в ворота сборных Великобритании и Австрии, в 1935 году сыграл в 7 поединках.
В 1936 году вошёл в состав сборной Италии по хоккею с шайбой на зимних Олимпийских играх в Гармиш-Пантеркирхене, поделившей 9-12-е места. Играл на позиции нападающего, провёл 3 матча, шайб не забрасывал.
Участвовал во Второй мировой войне. Был лейтенантом в авиационном отряде итальянских ВВС.
Погиб 17 августа 1940 года близ египетского города Сиди-Баррани, после того как его самолёт был сбит во время воздушного боя и затонул в Средиземном море.